# 马勃

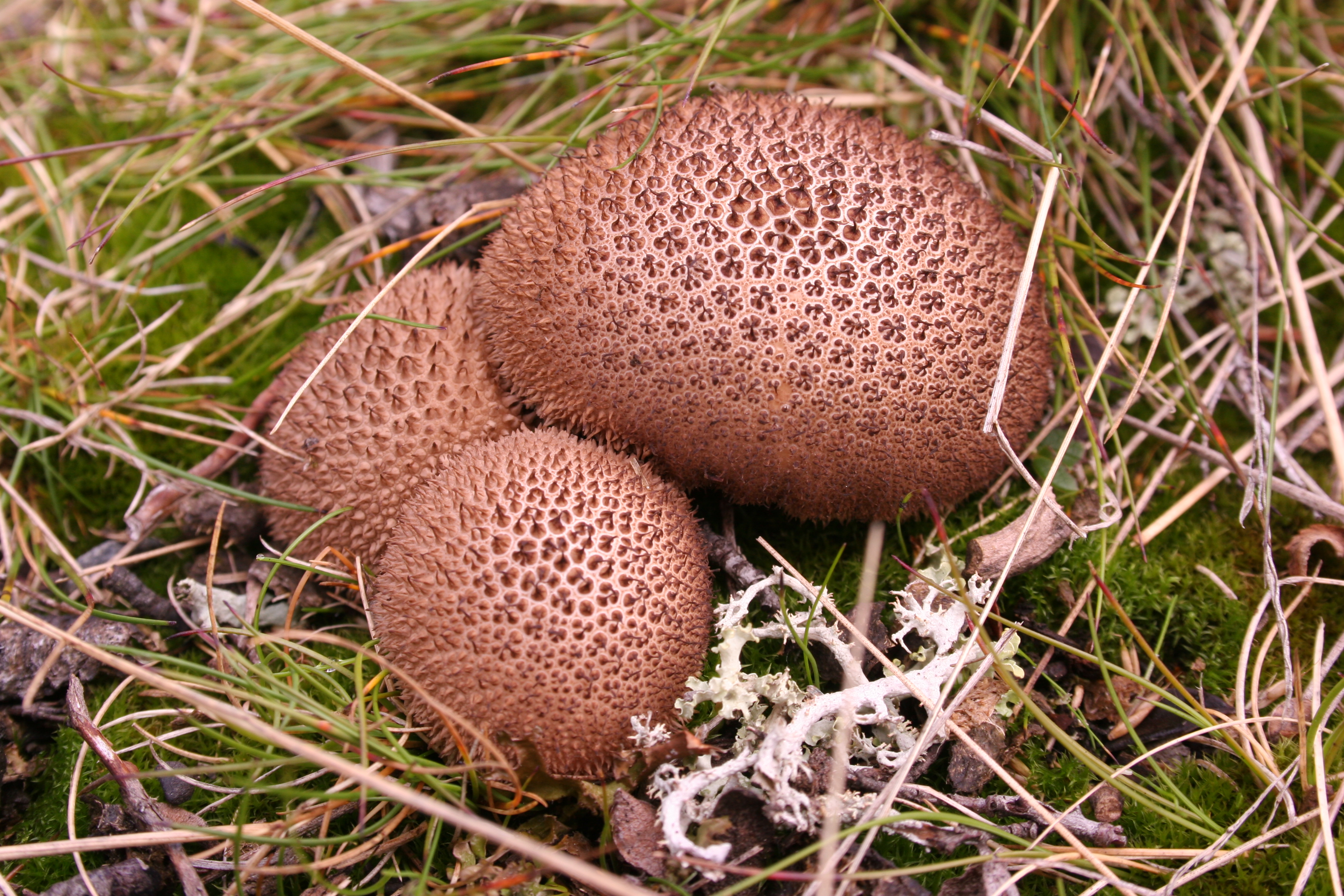
馬勃屬的粒皮馬勃

馬勃（Puffball）是一類擔子菌門的真菌通稱，一般為球形，未成熟前是白色，成熟後為褐色，內部為粉末狀，可入中藥，用於止血。亦可用於烹飪，被視為松露近親食材。
以前的分類法將馬勃統一列為一個腹菌綱（Gasteromycetes）或腹菌亞綱（Gasteromycetidae），但最新的分類認為它們實際是一個多系群的組合，他們共同的地方是都具有一個密閉子實層的子實體，在內部產生孢子，其孢子不是像其他蕈類一樣的擲孢子，而是穩孢子，也就是說當子實體成熟時不會將孢子拋出，而是子實體爆裂開，孢子如煙霧一樣散出。馬勃類可能是從傘菌類逐漸進化來的，現在已經不再把它們看作是屬於同一個綱的品種。
馬勃包括有馬勃屬（Calvatia）、硬皮馬勃屬（Scleroderma）、豆馬勃屬（Pisolithus）、網紋馬勃屬（Lycoperdon）和Calbovista屬，馬勃目的真菌一般沒有菌柄，只有硬皮馬勃屬有一個紫色類似菌柄的產孢體。
目前被發現最大的馬勃真菌為巨大馬勃（Calvatia gigantea），足足有1.5公尺長，達22公斤，相當於6歲孩童的重量。

## 生物學
如同一般菌根真菌，馬勃菌會透過與樹木的根圈細根形成共生菌根，菌絲在接近土層表面附近形成原基體的構造進而發育成子實體，並撐開土層表面、持續膨大成長。成熟後的馬勃菌子實體則會裂開、爆開，孢子以煙霧狀噴出散播，英文名稱 Puffball 一詞即由此現象而來。
多根硬皮馬勃成熟後表面會呈現出菠蘿麵包一般的較深裂紋，表皮較厚，開裂後內部孢子為粉狀糰型；彩色豆馬勃個體成熟後表皮則呈黑褐色，薄而乾硬，包裹住內部咖啡褐色的孢子粉，自然環境中即會飄散飛走。

## 食用
馬勃菌產量稀少、採集不易，再加上藥用價值高，自然而然讓人忽略了馬勃作為美食珍饈的優秀潛力。隨著頂級法式、義式料理對野生菌的運用與研發，松露、牛肝菌風靡全世界，馬勃菌也開始進入高端餐廳的視野。與松露、野生菌或蘑菇等其他食用真菌類相比，馬勃菌較少出現在大眾餐桌之上，主要原因在於其對生長環境要求嚴苛以及地域餐飲文化差異。
最受歡迎的馬勃中，歐美國家食用的巨大馬勃（Calvatia gigantea）多生長於溫帶草地上，有波西米亞松露之稱的彩色豆馬勃 （Pisolithus arhizus）以及多根硬皮馬勃（Scleroderma polyrhizum）則多發現於松樹林與杉樹林土壤之下。與松露相近，多根硬皮馬勃與彩色豆馬勃區域性子實體約為一年一收，潮濕促進生長、乾旱則減緩生長，有別於地面上野生菌類遇水迅速生長、乾燥則皺縮凋零之特性。 
生長初期採摘的巨大馬勃質地幼嫩，菌菇風味清淡爽口。多根硬皮馬勃與彩色豆馬勃則具備更多樣的烹飪優勢，接近一年的生長期濃縮了四季的溫度遽變與水土轉化，同時作為共生塊菌吸收松杉等樹木根部之養分與精油，風味濃郁程度與白松露更相近。近年來西歐餐飲文化日益普及，馬勃菌料理仍處於上升階段，目前在亞洲台灣等地區已然成為各界主廚青睞的高端菌類食材。
新鮮的多根硬皮馬勃表皮乾燥常有龜裂，表層偏厚，內部質地均勻完整順滑，野菌風味濃郁柔和。烘乾脫水後出油，風味轉苦為甘。低溫熟成後，內部酵素逐漸軟化菇體，野菌風味在表皮下濃縮之後變得更加濃重，並帶有近似松露菌之酸味。
彩色豆馬勃採摘後較為濕潤且表皮鬆軟，內部質地密度較大黏度較高，野菌味更為厚重且帶有更深層的土味與草味，與新鮮松露更為接近。烘乾脫水後內部質地緊縮轉硬，松露香與香菇味更加明顯。低溫熟成過程中，菇體內部水份透出表層被吸水紙吸收，整體質地轉硬轉粉，菌菇味明顯轉化為巧克力之甜苦味。彩色豆馬勃風味多變，加熱熟透後菌菇味開始轉化，油化後帶有焦糖風味，粉化後則帶有可可味。

## 藥用
自古以來於《名醫別錄》、《本草綱目》等中國著作中對馬勃菌之藥用價值均早已有所記載，內服外用具清熱解毒、消炎止血之療效，大馬勃（Calvatia gigantra Loly）、紫色馬勃（>Calvatia lilacina Lloyd</ small>）與脫皮馬勃[（Lasiosphaera fenzlii）在中醫藥學中仍通過切塊或研磨等方式入藥。現代藥理成分檢測中含馬勃素、尿素、麥角甾醇、亮氨酸及大量磷酸鈉，對金黃色葡萄球菌、綠膿桿菌、變形桿菌、肺炎雙球菌以及少數致病真菌有抑制作用；其中馬勃素本身則為抗癌物質，在動物臨床實驗中證實有效抑制咽喉癌與肺癌。

## 分类
主要目:
- 马勃目（Lycoperdales）、柄灰包目（Tulostomatales）、鸟巢菌目（Nidulariales）（和伞菌目（Agaricales）有亲缘关系）
  - 担子菌纲:伞菌目:马勃科:马勃属
    - Calvatia booniana -[2]
    - Calvatia bovista -[5]
    - 头状秃马勃Calvatia craniiformis [6]
    - Calvatia cyathiformis -[2][6]
    - Calvatia fumosa -[2][5]
    - 大马勃Calvatia gigantea -[2][6]
    - Calvatia lepidophora -[2]
    - 茶褐马勃Calvatia rubroflava -[6]
    - Calvatia sculpta -[2][5]
    - Calvatia subcretacea (Handkea subcretacea) -[2][5]

  - 担子菌纲:伞菌目:马勃科:网纹马勃属
    - Lycoperdon foetidum (Lycoperdon nigrescens) [5]
    - 网纹马勃Lycoperdon perlatum -[6][5]
    - Lycoperdon pulcherrimum -[6][5]
    - 小灰包Lycoperdon pusillum

  - 担子菌纲:伞菌目:马勃科:摩尔根氏菌属
    - Morganella pyriformis

  - 担子菌纲:伞菌目:马勃科:横膜马勃属
    - Vascellum curtisii -[6]
    - 草地横膜马勃Vascellum pratense -[5]

- 地星目（Geastrales ）和鬼笔目（Phallales）（和鸡油菌目（Cantharellales）有亲缘关系）
  - 担子菌纲:鬼笔目:地星科:地星属
    - 量显地星Geastrum coronatum -[5]
    - Geastrum fornicatum -[5]
    - 袋形地星Geastrum saccatum -[6][5]

- 硬皮馬勃目（Sclerodermatales）（和牛肝菌目（Boletales）有亲缘关系）
  - 担子菌纲:牛肝菌目:硬皮馬勃科:硬皮馬勃属
    - 马勃状硬皮马勃Scleroderma areolatum -[6]
    - 大孢硬皮马勃Scleroderma bovista -[6]
    - 光硬皮马勃Scleroderma cepa -[5]
    - 橙黄硬皮马勃Scleroderma citrinum -[6]
    - Scleroderma meridionale -[6]
    - Scleroderma michiganense -[6]
    - 多根硬皮马勃Scleroderma polyrhizum -[6]
    - Scleroderma septentrionale -[6]

  - 担子菌纲:牛肝菌目:豆马勃科:彩色豆马勃属
    - 彩色豆马勃Pisolithus arhizus
    - Pisolithus tinctorius[7]

此外，还有块菌目（Tuberales）是由子囊菌门（Ascomycota）进化而来的。

## 延伸阅读
[在维基数据编辑]
 《欽定古今圖書集成·博物彙編·草木典·馬勃部》，出自陈梦雷《古今圖書集成》